# Africa Eco Race 2021
Das Africa Eco Race 2021  sollte die 13. Ausgabe des Africa Eco Race (AER) werden. Die Rallye sollte am 5. Januar 2021 in Monaco starten und am 17. Januar 2021 in der Nähe von Dakar am Lac Rose im Senegal enden.

## Teilnehmer
Zum Zeitpunkt der Absage waren insgesamt 600 Teilnehmer aus über 30 Nationen mit 118 Fahrzeugen – 42 Autos und Side-by-Side, 63 Motorräder sowie 13 LKW gemeldet.

## Route
Die Rallye sollte ursprünglich in Monaco gestartet werden und durch Italien, Marokko, die Westsahara, und Mauretanien nach Dakar führen. Die zurückgelegte Strecke der Rallye hätte etwa 4000 Wertungskilometer betragen. Für den 8. Januar 2021 war ein Ruhetag in Ad-Dakhla geplant. Nachdem Restriktionen durch die COVID-19-Pandemie absehbar waren, wurde eine Alternativroute Senegal-Mauretanien-Senegal mit Start und Ziel in Dakar geplant.

## Absage der Rallye
Jean-Louis Schlesser, Veranstalter der Rallye, kam im Oktober 2020 nach Beratungen mit seinem Team zu dem Entschluss das Africa Eco Race 2021 aufgrund der Restriktionen durch die COVID-19-Pandemie abzusagen. Am 23. Oktober 2020 veröffentlichte Schlesser eine offizielle Erklärung zur Absage der Rallye.